# Ignackowo (Szpetal Górny)
Ignackowo – część wsi Szpetal Górny, położonej w Polsce, w województwie kujawsko-pomorskim, powiecie włocławskim, gminie Fabianki. Ignackowo znajduje się w okolicach ulic Włocławskiej i Dobrzyńskiej, graniczy bezpośrednio z miastem Włocławkiem. 
Po drugiej stronie ulicy, na terenie Włocławka znajduje się 90-metrowy maszt nadawczy (ul. Dobrzyńska 26).
W latach 1975–1998 miejscowość administracyjnie należała do województwa włocławskiego.